# Possessió infernal (pel·lícula de 1981)
Possessió infernal (títol original en anglès: The Evil Dead) és una pel·lícula estatunidenca dirigida per Sam Raimi i estrenada l'any 1981. Ha estat doblada al català. Ha estat seguida de dues continuacions dirigides per Sam Raimi, així com un reboot, també titulat Possessió infernal i estrenat l'any 2013 a continuació de la sèrie televisiva Ash vs Evil Dead el 2015.

## Argument
Un grup d'amics marxa de vacances en una casa perduda al bosc. Poc després de la seva arribada, comproven alguns fenòmens estranys que els dirigiran al celler obac de la casa. Hi descobreixen un llibre i un magnetòfon. La gravació continguda al magnetòfon els revela que aquesta casa era la d'un arqueòleg que s'havia retirat aquí per estudiar el llibre titulat El Llibre de les Morts, o Necronomicon. Relligat amb pell humana i escrit amb sang humana, el Necronomicon conté encantaments que permeten despertar els esperits malèfics en el somni. El grup decideix escoltar la continuació de la gravació, els encantaments pronunciats per l'arqueòleg acaben despertant antigues forces malèfiques. El malson comença llavors per a la banda d'amics.

## Repartiment
- Bruce Campbell: Ashley «Ash» J. Williams
- Ellen Sandweiss: Cheryl
- Richard DeManincor: Scott
- Betsy Baker: Linda
- Theresa Tilly: Shelly
- Sam Raimi: la Ment del mal (veu)
- Jessica Lucas: Olivia

## Producció[calcitació]
El rodatge que havia de durar inicialment 6 setmanes, finalment es va desenvolupar en 12 setmanes de novembre de 1979 a gener de 1980 amb un equip de 37 persones, actors i tècnics.
La pel·lícula ha estat rodada del 14 de novembre del 1979 a gener del 1980 a Morristown i Knoxville (ambdós a Tennessee), i a Detroit i Marshall (a Michigan).

## Premis
- 1982: Clavell Medalla de Plata als millors efectes especials per Tom Sullivan al Festival Internacional de Cinema Fantàstic de Catalunya[3]
- 1982: Premi internacional de la crítica per Sam Raimi al Festival Internacional de Cinema Fantàstic de Catalunya[3]
- 1983: Premi Saturn a la millor pel·lícula de baix pressupost[cal citació]

## Al voltant de la pel·lícula
- És el primer llargmetratge de Sam Raimi (realitzat als 20 anys), i havia de dir-se inicialment Book of the Dead («El Llibre dels morts»). El productor Irvin Shapiro va modificar el títol, que creia massa intel·lectual per arribar a atreure el públic adolescent.[4]
- Per aquesta pel·lícula, Sam Raimi va utilitzar un sistema d'enquadrament inventat per Michel Brault, la «shaky camera», que permet que la càmera estigui tot el temps en moviment.[5][4]
- Joel Coen, amic de Sam Raimi des de llavors, va ser l'ajudant de muntatge en la pel·lícula.[6]

## Productes derivats
Comics
- Army of Darkness: Ashes 2 Ashes
- Army of Darkness: Shop Till You Drop Dead
- Army of Darkness VS Reanimator
- Marvel Zombies VS Army of Darkness

Jocs vídeo
- 1984: The Evil Dead per Commodore 64. Aventura de Palace Software.
- 2001: Evil Dead: Hail to the King per Windows, Dreamcast i PlayStation. Survival-horror de Heavy Iron Studios.
- 2003: Evil Dead: A Fistful of Boomstick per PlayStation 2 i Xbox. Acció de VIS Interactiva.
- 2005: Evil Dead Regeneration per Windows, PlayStation 2 i Xbox. Acció de Cranky Pants Games.

Joc de societat
- Army of Darkness (1993), concebut per Barry Nakazono i David McKenzie. Publicat per Leading Edge Games. D'1 a 8 jugadors per una durada mitja de joc de 120 minuts.